# Apsendesia sarsi
Apsendesia sarsi is een mosdiertjessoort uit de familie van de Frondiporidae. De wetenschappelijke naam van de soort is, als Defrancia sarsi, voor het eerst geldig gepubliceerd in 1944 door Borg.